# Station Spała
Station Spała is een spoorwegstation in de Poolse plaats Spała.